# Henric al II-lea de Bar
Henric al II-lea (n. 1190–d. 1239) a fost conte de Bar, domnind între 1214 și 1239.
Henric a fost fiul contelui Theobald I de Bar cu prima sa soție, Ermesinda de Bar-sur-Seine. El a murit la Gaza, pe când se afla în cruciadă.

## Soție și copii
În 1219, Henric s-a căsătorit cu Filipa de Dreux (n. 1192-d. 1242), fiică a contelui Robert al II-lea de Dreux.
- Margareta (n. 1220–d. 1275), căsătorită în 1240 cu contele Henric al V-lea de Luxemburg
- Teobald (n. cca. 1221-1291), succesor în comitatul de Bar
- Henric (d. 1249)
- Ioana (n. 1225–d. 1299), căsătorită cu Frederic de Blamont (d. 1255)
- Reginald (d. 1271)
- Erard (d. 1335)
- Isabela (d. 1320)

1. 1 2 3  Genealogics
2. 1 2 3 4 5 6  Medieval Lands, accesat în 9 februarie 2016
3. ↑  Medieval Lands, accesat în 28 ianuarie 2016
4. ↑  Medieval Lands, accesat în 29 ianuarie 2016